# Riccardo Lamba
Riccardo Lamba (Caracas, 30 de novembro de 1956) é um arcebispo católico italiano, eleito arcebispo metropolitano de Udine desde 23 de fevereiro de 2024.

## Biografia
Nasceu em Caracas, capital da Venezuela e sede da arquidiocese, em 30 de novembro de 1956, numa família originária de Castellammare di Stabia, que voltou à Itália em 1965 e se estabeleceu em Roma em 1968.

### Formação sacerdotal e ministério
Após se formar em medicina e cirurgia pela Universidade Católica do Sagrado Coração de Roma em 1982, completou um ano de especialização. Em 1983 ingressou no Pontifício Seminário Romano. Em 9 de maio de 1989 foi ordenado sacerdote para a diocese de Roma pelo cardeal vigário Ugo Poletti.
Após a ordenação, foi assistente do Pontifício Seminário Romano até 1991; nesse ano tornou-se assistente espiritual da Faculdade de Medicina e Cirurgia da Universidade Católica do Sagrado Coração. Ao mesmo tempo, aperfeiçoou seus estudos, obtendo o bacharelado em teologia e a licença em psicologia pela Pontifícia Universidade Gregoriana em 1991.
Em 2000, Padre Riccardo foi nomeado pároco de Sant'Anselmo alla Cecchignola, mas dois anos depois foi transferido como pároco para Gesù Divino Lavoratore; ocupou o cargo até 2018, ano em que assumiu a chefia da paróquia de San Ponziano, onde permaneceu até a sua nomeação episcopal.

### Ministério episcopal

#### Bispo auxiliar de Roma
Em 27 de maio de 2022, o Papa Francisco nomeou-o bispo titular de Medeli e bispo auxiliar de Roma. No dia 29 de junho seguinte, solenidade dos santos Pedro e Paulo, recebeu a ordenação episcopal, com os bispos Daniele Salera e Baldassare Reina, na Arquibasílica de São João de Latrão, do cardeal Angelo De Donatis, vigário geral de Roma, co-consagrando os cardeais Francesco Montenegro, arcebispo emérito de Agrigento, e Augusto Paolo Lojudice, arcebispo metropolitano de Siena-Colle di Val d'Elsa-Montalcino.
Foi-lhe atribuído o Setor Leste da diocese, enquanto em 6 de janeiro de 2023, com a entrada em vigor da constituição apostólica In ecclesiarum communione, o pontífice lhe confiou a área da “Igreja hospitaleira e em saída” e o Serviço de Proteção de Menores e Pessoas Vulneráveis.

#### Arcebispo de Údine
Em 23 de fevereiro de 2024, o mesmo papa nomeou-o arcebispo metropolitano de Udine; ele sucedeu Andrea Bruno Mazzocato, que renunciou após atingir o limite de idade. Paralelamente à sua nomeação, assumiu o título de abade de Rosazzo. No dia 5 de maio seguinte, ele tomou posse canônica da arquidiocese.
Em 29 de junho do mesmo ano, solenidade dos Santos Pedro e Paulo, recebeu o pálio do Papa Francisco na Basílica de São Pedro, que lhe foi imposto pelo núncio apostólico Petar Rajič em 19 de outubro na catedral de Udine.